# آتش بدون دود (مجموعه تلویزیونی)
آتش بدون دود یک مجموعه تلویزیونی ایرانی است که در سال ۱۳۵۳–۱۳۵۴ و به کارگردانی نادر ابراهیمی ساخته شد و از تلویزیون ملی ایران پخش شد. این مجموعه بر پایهٔ آتش بدون دود نوشتهٔ ابراهیمی ساخته شده است.

## خلاصه داستان
این مجموعه تلویزیونی، بر اساس رمان آتش بدون دود نوشتهٔ نادر ابراهیمی و در سه بخش ساخته شد:
- بخش اول «گالان و سولماز» نام دارد و موضوع آن حول و حوشِ اختلاف‌ها و رقابتهای دو قبیله ترکمن - یموت وگوگلان - است.
- بخش دوم «درخت مقدس» نام دارد و که در آن، نسل جدید این دو قبیلهٔ ترکمن، به اختلاف و درگیری‌های پیشینیان خود ادامه می‌دهند.
- بخش سوم «اتحاد بزرگ» نام دارد و در آن، دو قبیله یموت و گوگلان سرانجام آشتی کرده و برخی افراد آن، با یکدیگر ازدواج می‌کنند.

## بازیگران
- منوچهر احمدی در نقش گالان اوجا
- منوچهر فرید
- محمدعلی کشاورز در نقش آق اُیلِر
- مهری ودادیان
- مهری مهرنیا
- اکبر زنجان‌پور در نقش پالاز
- جمشید گرگین
- جعفر والی در نقش بیوک اوچی
- کیانوش گرامی
- مسعود ولدبیگی
- فرهاد خانمحمدی
- هادی مقدم
- مریم زندی در نقش سولماز
- پرویز سیرتی
- نورالدین استوار